# Брукинг, Тревор
Сэр Тре́вор Дэ́вид Бру́кинг (англ. Trevor David Brooking; родился 2 октября 1948 года в Баркинге, Лондон) — английский футболист, футбольный тренер, телекомментатор и администратор.
Считался одним из самых умных футболистов своего поколения и наследником таких игроков как Бобби Мур, Мартин Питерс и Джефф Херст. Почти всю свою карьеру провёл в английском клубе «Вест Хэм Юнайтед». В 1981 году стал кавалером ордена Британской империи (MBE), в 1999 году стал командором ордена Британской империи (CBE), а в 2004 стал рыцарем-бакалавром. После завершения карьеры игрока работал на радио и телевидении, занимал различные административные должности. В настоящее время проживает в Брентвуде, Эссекс.

## Клубная карьера
Брукинг вышел из молодёжной академии «Вест Хэм Юнайтед» и с 1967 года выступал за основной состав клуба. Он провёл за «Вест Хэм» 636 матчей и забил 103 гола с 1967 по 1984 годы. Он дважды выигрывал Кубок Англии: в 1975 и 1980 годах (в финале Кубка Англии 1980 года он забил единственный и победный гол в ворота «Арсенала»).
В ноябре 1985 года Брукинг перешёл в ирландский клуб «Корк Сити», а 9 декабря сыграл свой первый матч за клуб. Однако в том же месяце он завершил карьеру игрока, сыграв за «Корк Сити» лишь два матча.

## Карьера в сборной
Брукинг провёл 47 матчей и забил 5 голов за сборную Англии. Он сыграл на Евро-1980 в Италии и на чемпионате мира 1982 года в Испании.

## Другие виды деятельности
В 1970 году Брукинг основал печатную компанию  Colbrook Plastics Limited, которая занимается книжными переплётами. Эта компания находится в Стратфорде, Восточный Лондон. Брукинг до сих пор управляет этой компанией.
В 1984 году Брукинг начал работать на BBC в качестве эксперта и комментатора, появляясь в радио- и телепрограммах, включая Match of the Day, обзоры чемпионатов мира и Европы по футболу.
Брукинг также привлекался в качестве комментатора к компьютерной игре Pro Evolution Soccer вместе с Питером Брэкли.
С 1987 по 1997 годы Брукинг был председателем Совета Восточного региона по развитию спорта и рекреации, а с 1999 по 2002 годы возглавлял департамент спорта в Англии.
8 августа 2009 года «Вест Хэм Юнайтед» выступил с официальным заявлением о том, что перед началом сезона 2009/10 «Столетняя трибуна» (The Centenary Stand) на стадионе «Аптон Парк» будет переименована в «Трибуну сэра Тревора Брукинга» (The Sir Trevor Brooking Stand)
Это, очевидно, огромная честь [то, что трибуна названа моим именем], поэтому я очень признателен, так как это мой клуб. Он будет моим клубом всегда. Это потрясающе, что я смог провести всю свою карьеру в «Вест Хэме», после чего был исполняющим обязанности главного тренера и директором клуба. Я до сих пор стараюсь посещать все домашние матчи клуба. В моих путешествиях, если я в такси или где-то ещё, все говорят со мной о «Вест Хэме», потому что знают, что я связан с клубом. Это нечто, чем я всегда очень доволен. У нас очень страстные и преданные болельщики

## Тренерская карьера
В апреле 2003 года, после того, как главный тренер «Вест Хэма» Гленн Редер не смог исполнять свои обязанности из-за обнаруженной у него опухоли головного мозга, Брукинг, работавший в совете директоров клуба, стал временно исполняющим обязанности главного тренера. Клуб боролся за выживание в Премьер-лиге, и вылетел из неё, хотя и с рекордным числом очков для выбывшей команды (42 очка). После первых трёх матчей вернувшегося Редера в сезоне 2003/2004, он был уволен, и Брукинг вновь стал исполняющим обязанности главного тренера. Он руководил командой на протяжении месяца, после чего главным тренером «Вест Хэма» был назначен Алан Пардью. Многие болельщики хотели видеть Брукинга в качестве полноценного главного тренера, но он сам заявил, что тренерская карьера связана со слишком большим давлением и что он всегда будет считаться «лучшим тренером, которого никогда не было у «Вест Хэма» (англ. best manager West Ham never had).

## Футбольная ассоциация
В декабре 2003 года Брукинг перешёл в Футбольную ассоциацию в качестве директора по развитию футбола, и был одним из главных действующих лиц, определявших преемника Свена-Ёрана Эрикссона на посту главного тренера сборной Англии (в итоге им стал Стив Макларен). В прессе появлялись сообщения о том, что Брукинг недоволен текущим состоянием английского футбола и выражает беспокойство о будущем поколении английских игроков в связи с большим количеством иностранных футболистов в Премьер-лиге. В 2004 году Брукинг был посвящён в рыцари за свои заслуги перед спортом.

## Голы за сборную
Голы (результаты) сборной Англии отмечены первыми
| Дата           | Стадион              | Соперник  | Счёт | Турнир                      | Забил голов |
| -------------- | -------------------- | --------- | ---- | --------------------------- | ----------- |
| 16 ноября 1977 | Уэмбли               | Италия    | 2:0  | Отборочный этап ЧМ-1978     | 1           |
| 24 мая 1980    | Хэмпден Парк, Глазго | Шотландия | 2:0  | Домашний чемпионат Британии | 1           |
| 18 июня 1980   | Сан-Паоло, Неаполь   | Испания   | 2:1  | Евро-1980                   | 1           |
| 6 июня 1981    | Непштадион, Будапешт | Венгрия   | 3:1  | Отборочный этап ЧМ-1982     | 2           |